# Tarbagataya splendida
Tarbagataya splendida är en mångfotingart som beskrevs av Sergei I. Golovatch och Wytwer 2003. Tarbagataya splendida ingår i släktet Tarbagataya, och familjen Altajellidae. Inga underarter finns listade.